# Lecanicillium flavidum
Lecanicillium flavidum är en svampart som först beskrevs av W. Gams & Zaayen, och fick sitt nu gällande namn av W. Gams & Zare 2008. Lecanicillium flavidum ingår i släktet Lecanicillium och familjen Cordycipitaceae.   Inga underarter finns listade i Catalogue of Life.